# Deutsche Post
Deutsche Post AG (od roku 2009 používající jméno Deutsche Post DHL Group) je německý poštovní doručovatel a mezinárodní kurýrní služba sídlící v německém Bonnu.

Logo společnosti Deutsche Post

## Profil
Deutsche Post je největší kurýrní službou na světě, zaměstnává 520 000 lidí (včetně kurýrní sítě DHL, stav k 31. prosinci 2017). V roce 2016 byl její zisk před zdaněním 3 miliardy eur.
Předchůdcem Deutsche Post AG byl státní podnik Deutsche Bundespost založený v roce 1950, který byl v roce 1995 privatizován.
Od roku 2000 je součástí německého akciového indexu DAX a její akcie jsou obchodovány především na frankfurtské burze cenných papírů. Dnem 23. září 2013 byly tyto akcie zařazeny do hlavního evropského indexu EURO STOXX 50. Ve světovém měřítku byla Deutsche Post v roce 2017 vedena jako 205. největší společnost. V polovině roku 2018 byla její kapitálová hodnota zhruba 50 miliard eur.
Společnost se dělí na několik divizí. V roce 2014 koupila firmu StreetScooter GmbH z Cách, která vyrábí vozidla s elektrickým motorem. V roce 2016 z této firmy vyjelo na 2000 elektrických vozidel, které Deutsche Post zčásti sama používá.
Předsedou představenstva společnosti Deutsche Post je Frank Appel. Předsedou její dozorčí rady je Nikolaus von Bomhard.